# Moja voljena Hrvatska
Moja voljena Hrvatska je hrvatski dokumentarni film iz 2015. godine, redatelja Jakova Sedlara, u organizaciji Ivana Mihočevića i Marije Bračun.
Film je priča o odrastanju Josipa Šimunića i njegovoj profesionalnoj karijeri i njegovom životu. U filmu govore bivši hrvatski nogometni reprezentativac Josip Šimunić, njegovo roditelji koji su rodom iz Fojnice, bivši reprezentativni i klupski suigrači, treneri, Davor Prtenjača, odvjetnik Josipa Šimunića. Prikazano je Šimunićevo djetinjstvo, igračka kvaliteta kojom je odskakao od vršnjaka i bolje govorenje hrvatskoga od vršnjaka koji su govorili kitchen hrvatski. Prikazane su fotografije i prizori s australskih igrališta gdje je počeo igrati nogomet, te stadiona u Njemačkoj. Obrađena je i tema presude protiv Šimunića zbog pokliča na kraju kvalifikacijske utakmice, kad je FIFA odlučila da ne smije igrati sljedećih deset utakmica, time niti na Svjetskom prvenstvu u Brazilu. Film podsjeća da Hrvatski nogometni savez nije odlučno stao u obranu reprezentativca kad mu je nakalemljena monstruozna bezočna optužba i lakrdija od procesuiranja. Optužba je bazirana na besramnim povijesnim lažima koje su servirane FIFA-inim uglednicima, npr. da su u Hrvatskoj kao većina živjeli Srbi, a onda su ih nadvladali Hrvati. Svjedoci protiv Šimunića bili su osobe u sukobu interesa, poput svjedoka obrane Slobodana Miloševića u Den Haagu, a koji je sam poslije priznao da je iznosio lažne tvrdnje. Svjedok je bio i neki Slovenac, profesor suvremene slovenske povijesti na Filozofskom fakultetu u Ljubljani. Lakrdija je bila što ga je FIFA predstavila kao stručnjaka za hrvatsku povijest i taj "stručnjak" je rekao "da u Australiji, gdje je Šimunić rođen, uglavnom žive pripadnici ustaške emigracije". Svjedok protiv Šimunića tvrdio je da je Hrvatskoj trinaest sudskih presuda protiv osoba koje su izvikivale pozdrav Za dom spremni. Na isticanje činjenice da je bilo trinaest istražnih postupaka, te da u Hrvatskoj postoje samo tri presude o tom pozdravu, ali da su sve oslobađajuće – priznao je da je pogriješio. Svjedočenje svjedoka optužbe takve kvalitete bilo je takvo da ga nisu ni mogli koristiti u obrazloženju odluke, a hrvatski svjedok u postupku kao da nije ni postojao. Na Šimunića u presudi nije primijenjeno mjerilo iz kaznenog prava "ako se ne zna tko je žrtva, onda se optuženiku ne može dokazati krivnja". Premda je FIFA proceduralno za svako pitanje bila kod tog mjerila, kasnije je rekla ‘Ne, mi ćemo primijeniti civilno mjerilo’ i onda ga možemo osuditi, time neizravno priznavši da su pogriješili. U filmu se bave i doprinosom hrvatske emigracije u Australiji koji su pomogli stvaranje hrvatske države.

## Vanjske poveznice
- Youtube Hamilton Croatia Trailer filma
- Facebook Moja voljena Hrvatska (My beloved Croatia): Organiziraju: Canberra Deakin Football Club